# Engganodvärguv
Engganodvärguv (Otus enganensis) är en fågel i familjen ugglor inom ordningen ugglefåglar.

## Utseende och läte
Engganodvärguven är en liten, rostbrun dvärguv med lysande gula ögon och ett vitaktigt "kryss" i ansiktet, format av två halvmånar mellan ögonen. Arten är normalt den enda i sitt utbredningsområde, men flyttande orientdvärguv kan passera. Denna är dock större, med mer tydligt avgränsad ansiktskiva och avsaknad av de vita ansiktsteckningarna. Lätet är en serie djupa och guttural, grodliknande ljud.

## Utbredning och systematik
Fågeln förekommer endast på den indonesiska ön Enggano utanför sydvästra Sumatra. Den behandlas som monotypisk, det vill säga att den inte delas in i några underarter. Vissa kategoriserar den som en underart till Otus umbra.

## Status
Engganodvärguven har ett mycket litet utbredningsområde, men dess levnadsmiljö verkar fortfarande vara intakt och beståndet är troligen stabilt. Världspopulationen uppskattas till mellan 2 500 och 10 000 vuxna individer. Internationella naturvårdsunionen IUCN kategoriserar arten som livskraftig.